# Comuna Korablîșce, Mlîniv
Korablîșce (în ucraineană Кораблище) este o comună în raionul Mlîniv, regiunea Rivne, Ucraina, formată din satele Korablîșce (reședința) și Radiv.

## Demografie
Componența lingvistică a comunei Korablîșce
     Ucraineană (99,84%)
     Alte limbi (0,16%)
Conform recensământului din 2001, majoritatea populației comunei Korablîșce era vorbitoare de ucraineană (99,84%), existând în minoritate și vorbitori de alte limbi.